# شوق مرگ
شوق مرگ (انگلیسی: Death Rage) با نامِ اصلیِ با خشم در چشمانش (ایتالیایی: Con la rabbia agli occhi) فیلمی ایتالیایی به کارگردانی آنتونیو مارگریتی است که در سال ۱۹۷۶ منتشر شد.

## بازیگران
- یول برینر
- باربارا بوشه
- مارتین بالسام
- ماسیمو رانیری
- جانکارلو اسپراجا
- سال بورجسه
- جاکومو فوریا
- لوئیجی بونوس
- رنتسو مارینیانو